# Careaçu
Careaçu là một đô thị thuộc bang Minas Gerais, Brasil. Đô thị này có diện tích 181,297 km², dân số năm 2007 là 6029 người, mật độ 33,3 người/km².